# Альбалате-де-Сінка

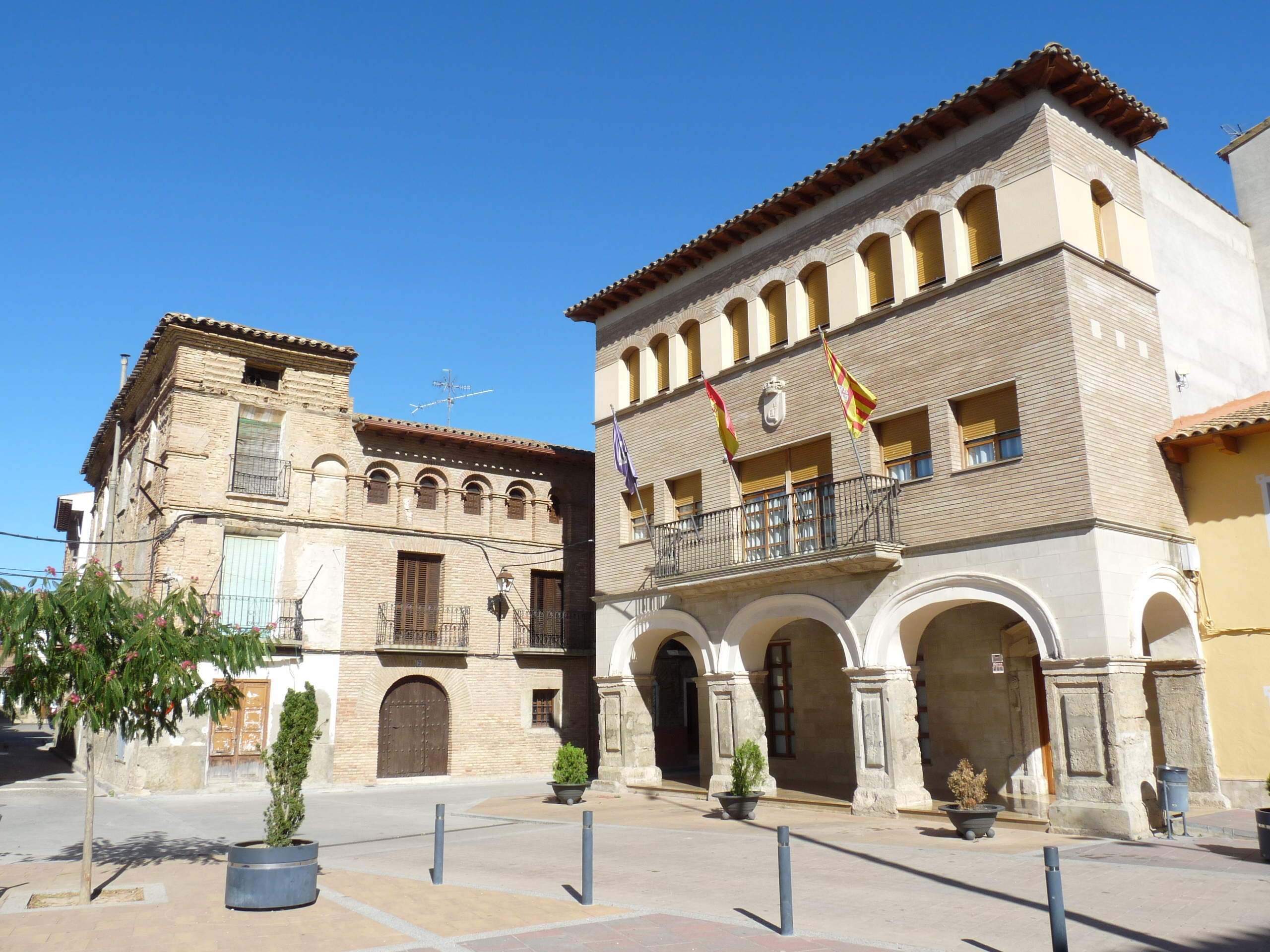

Альбалате-де-Сінка (ісп. Albalate de Cinca) — муніципалітет в Іспанії, у складі автономної спільноти Арагон, у провінції Уеска. Населення — 1205 осіб (2009).
Муніципалітет розташований на відстані близько 350 км на північний схід від Мадрида, 65 км на південний схід від Уески.

## Демографія
Динаміка населення (INE ):